# Seznam komiksů
Toto je seznam komiksů a kreslených seriálů.

## České
- Čolák & Doláč – komiks o dvojici detektivů, nakreslil Jan Tatarka.
- Octobriana
- Rychlé šípy
- Punťa – prvorepublikový komiks pro děti
- Kulihrášek – prvorepublikový veršovaný komiks pro děti
- Čtyřlístek
- Kocour Vavřinec
- Pod paprsky Zářícího – sci-fi komiks, scénář Vlastislav Toman, nakreslil František Kobík.[1]
- Vzpoura mozků – sci-fi komiks, scénář Václav Šorel, nakreslil František Kobík.[1]
- Galaxia – sci-fi komiks, scénář Václav Šorel, nakreslil František Kobík.
- Zelený Raoul
- Alois Nebel
- Voleman
- Anna chce skočit
- Rexík
- Ronaldův svět
- Viktorka a vesmírná dobrodružství – autoři Klára Smolíková, Honza Smolík. Praha: Portál , 2014. ISBN 978-80-262-0695-8

### Kája Saudek
- Muriel a andělé
- Arnal a dva dračí zuby
- Lips Tulian
- Pepík-Hipík
- Modrá rokle

### Ondřej Sekora
- Ferda Mravenec
- Kuře Napipi

## Evropské
- Tintinova dobrodružství
- Arzach
- Donžon
- Thorgal
- Dylan Dog
- Persepolis
- Padoucnice
- Pascin
- Sillage

### René Goscinny
- Asterix
- Lucky Luke
- Indián Umpa-pa
- Iznogoud

### Jean Van Hamme
- Epoxy
- Thorgal
- XIII

### Peyo
- Šmoulové
- Johan et Pirlouit
- Benoît Brisefer

Francisko Ibanez
Clever a Smart

## Americké
- Garfield
- Sin City
- Sandman
- Hellboy
- Maus
- Crazy Cat
- Peanuts
- Živí mrtví

### Alan Moore
- V jako Vendeta
- Watchmen – Strážci
- Top ten
- Liga výjimečných

### Superhrdinové
- Superman
- Batman
- Spider-Man
- X-Men
- Avengers
- Punisher
- Preacher (Kazatel)

## Japonské (zvanéManga)
- Akira
- Ghost in the shell
- Gunsmith cats
- Dragon Ball
- Hellsing
- Cowboy bebop
- Fist of the north star
- Neon Genesis Evangelion++
- Crying freeman
- Battle angel alita
- Fullmetal Alchemist
- Naruto

## Fanziny (české)
- Aargh!
- Zkrat
- Crew
- Bedeman
- Pot
- Sorrel